# Campus Mundi
Campus Mundi（キャンパスムンディ）は、ハンガリーで2015年から2021年の間に実施されるプログラム。
目的は、 ハンガリーにおける雇用可能性と国際的役割および高等教育機関の認識を特に考慮して、高等教育の質を改善することです。 このプログラムは、一方では国際的な学生の流動性を促進し、他方ではハンガリーの高等教育機関の魅力と国際化を支援することを目的としています。
ハンガリーの競争力の観点からは、ハンガリーの高等教育機関を卒業した卒業生が世界的な競争の課題に対処する機会が最も重要です。 そのための効果的な手段は、ハンガリーの高等教育を国際的な学生のモビリティプロセスにもっと積極的に参加させることです。
プログラムの2つの主要な部分は奨学金と国際化を通して学生の流動性を高めることです。それはハンガリーを高等教育機関へのサービスを通して海外から来る学生にとってより魅力的な目的地にすることができます。

## 奨学金
奨学金の場合、ハンガリーの学生は3つのカテゴリーに応募できます。
- 外国人パートタイム研修（3〜5ヶ月）
- 国際インターンシップ（2〜5ヶ月）
- 海外短期留学ツアー（2〜90日）

申請書は、プロジェクト期間中、年に2回提出することができます。
- パートトレーニング：3月20日と9月20日
- 実践と短期のスタディツアー：4月10日と10月20日。

授与される奨学金の額は、留学先の国によって異なります 186 000〜277 200 HUF/月です それはパートタイムとインターンシップのために、そして毎日の手当、期間と行き先の国に基づいて短期留学のために24 800 - 6510 HUF /月の間で変わります。
奨学金の呼び出しはwww.campusmundi.huで Tempus Public Foundationによって公開されています。 プログラム予算は9,000人の学生の国際経験を可能にすると予想されます。

## 国際化
Campus Mundiプロジェクトにより、ハンガリーの高等教育機関は、外国語トレーニングと学生サービスの両方の観点から、外国人学生のための準備を改善する機会が得られます。 国際化プロセスを促進する活動は、ハンガリーの高等教育全体を網羅し、政策、制度、個人レベルに影響を与えます。
高等教育の国際化を支援する活動：
- ハンガリーの高等教育機関の外国の教育博覧会、専門のでき事そして昇進の均一出現。
- 専門的なワークショップ、トレーニングコース、エキスパートコースのサポート、そして教育機関が機能するための外国語コースの開発。
- 国際化監査を組織し、高等教育機関の国際化活動を評価し発展させる。
- 機動性調査、統計、背景資料、必要なデータベースの拡大と調整も、国際化を深めるための重要な貢献です。

## 同窓生
確立されるべき国際的な同窓会ネットワークの目的は、研究期間後もハンガリーでの高等教育（一部）研究において留学生との接触を維持することです。 学友は、ハンガリーの高等教育を海外で促進し、追加の外国人学生を勧誘するうえで重要な役割を果たすことができます。 彼らが表す資本は、ビジネス、経済、観光、科学、そして外交関係を確立し強化する上で非常に価値があります。

## リソース
- www.campusmundi.hu
- www.facebook.com/campusmundi

## 他のリンク
- http://www.tka.hu/palyazatok/4811/campus-mundi
- http://www.tka.hu/palyazatok/4811/campus-mundi#palyazatList
- http://www.tka.hu/palyazatok/4829/gyakori-kerdesek

## 追加リンク
- http://www.tka.hu/palyazatok/4811/campus-mundi
- http://www.tka.hu/palyazatok/4811/campus-mundi#palyazatList
- http://www.tka.hu/palyazatok/4829/gyakori-kerdesek